# Torre de Foix
La Torre de Foix es un edificio del municipio de Guardiola de Berga (provincia de Barcelona) declarado Bien Cultural de Interés Nacional. 

## Descripción
Se trata de una construcción gótica que consta de dos partes bien diferenciadas: una torre de planta rectangular con planta baja y tres pisos superiores cubiertos en una sola vertiente y una masía, también de planta rectangular, unidos entre sí en origen por un puente o pasarela de madera. Los dos edificios quedaron unidos en el siglo XVII al quedar integrados dentro de la estructura de una masía clásica cubierta a dos aguas con la cumbrera perpendicular a la fachada de mediodía. La torre todavía conserva parte de las aberturas originales —aspilleras en la planta baja, ventanas de arco de medio punto y puerta de arco adintelado en el primer piso—, así como la masía —ventanas de arco de medio punto en el muro de mediodía y poniente y aspilleras en la planta baja—.

## Historia
En origen fue una fortaleza; la primera vez que aparece documentada es en 1408. La casa y la iglesia eran propiedad del Monasterio de San Lorenzo de Bagá; en 1457 el abad vendió la casa y la alcaldía de la torre Foix a Juan de Foix, ajenjo de Bagà, miembro de una familia que desde inicios del siglo XV eran procuradores de los barones de Pinós. En el siglo XVII las edificaciones góticas fueron transformadas en masía de esquema clásico, siendo los propietarios la familia Foix Descatllar; a finales de este mismo siglo pasó a los Solanell de Foix de Ripoll que establecieron caseros. En 1829 regresó a la rama de los Foix de Bagà que en 1920 la vendieron a Carbones de Berga SA. Esta empresa minera explotaba el carbón a cielo abierto hasta poco antes de los noventa del siglo XX.